# Baie Verte
Baie Verte es un pueblo canadiense situado en la provincia de Terranova y Labrador.

## Superficie
Baie Verte tiene una superficie de 371,37 km².

## Demografía
En 2021, tenía 1311 habitantes, una densidad poblacional de 3,5 hab./km², y 647 viviendas.